# اچ‌ام‌اس راکت (۱۸۹۴)
اچ‌ام‌اس راکت (۱۸۹۴) (به انگلیسی: HMS Rocket (1894)) یک کشتی بود که طول آن ۲۰۰ فوت (۶۱ متر) بود. این کشتی در سال ۱۸۹۴ ساخته شد.